# 永国台

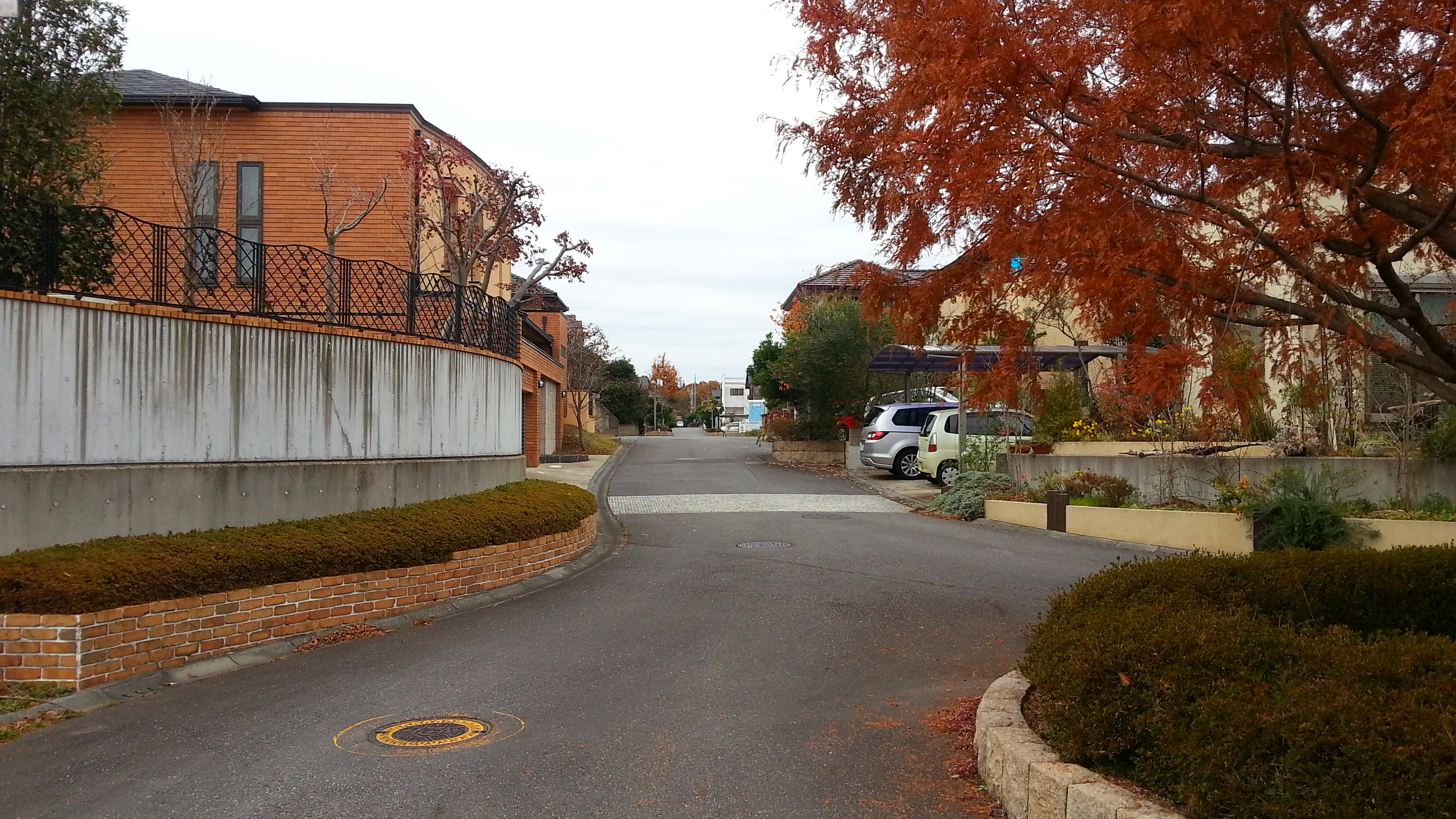
永国台の住宅街(2)

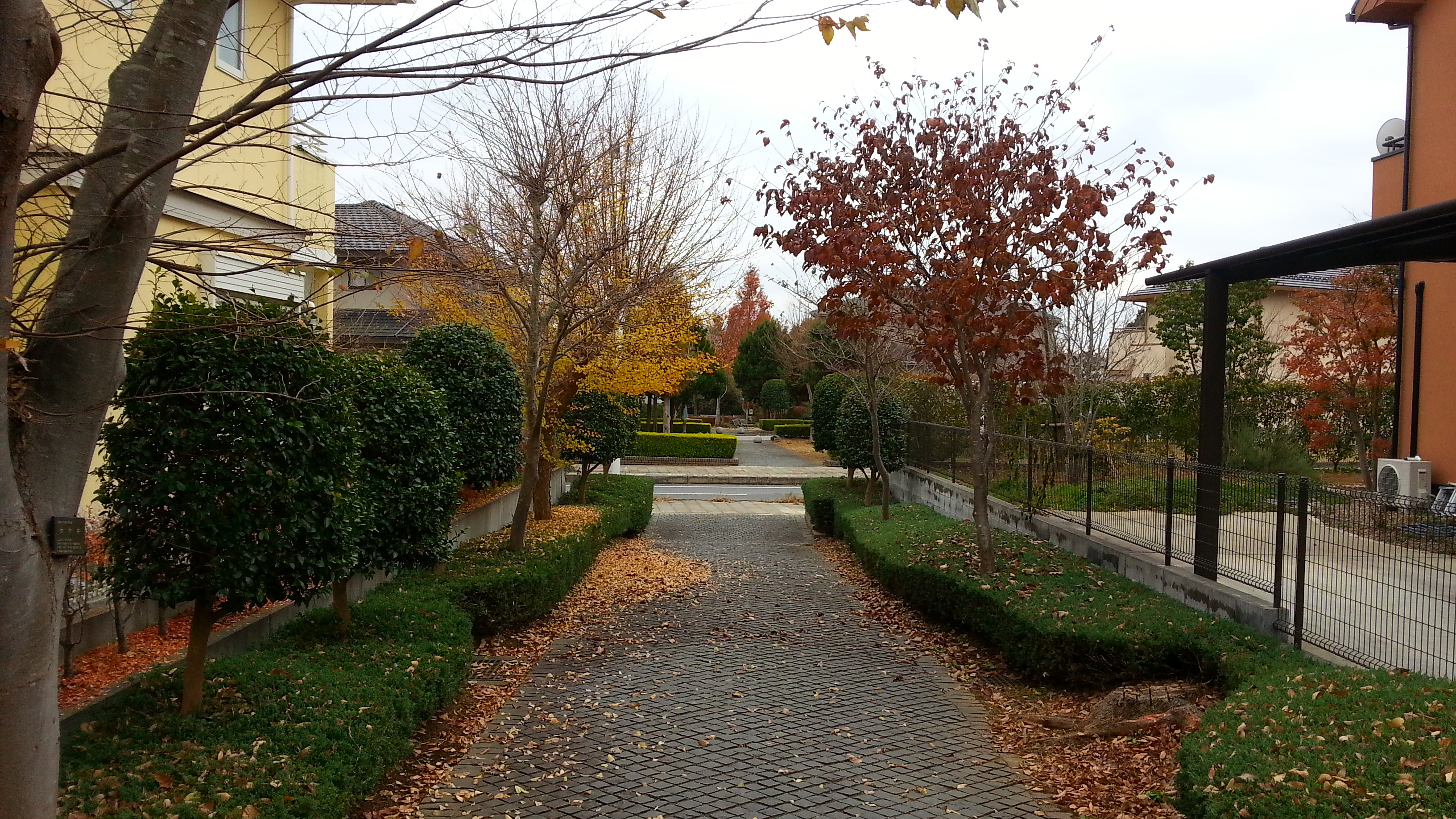
永国台の住宅街(3)

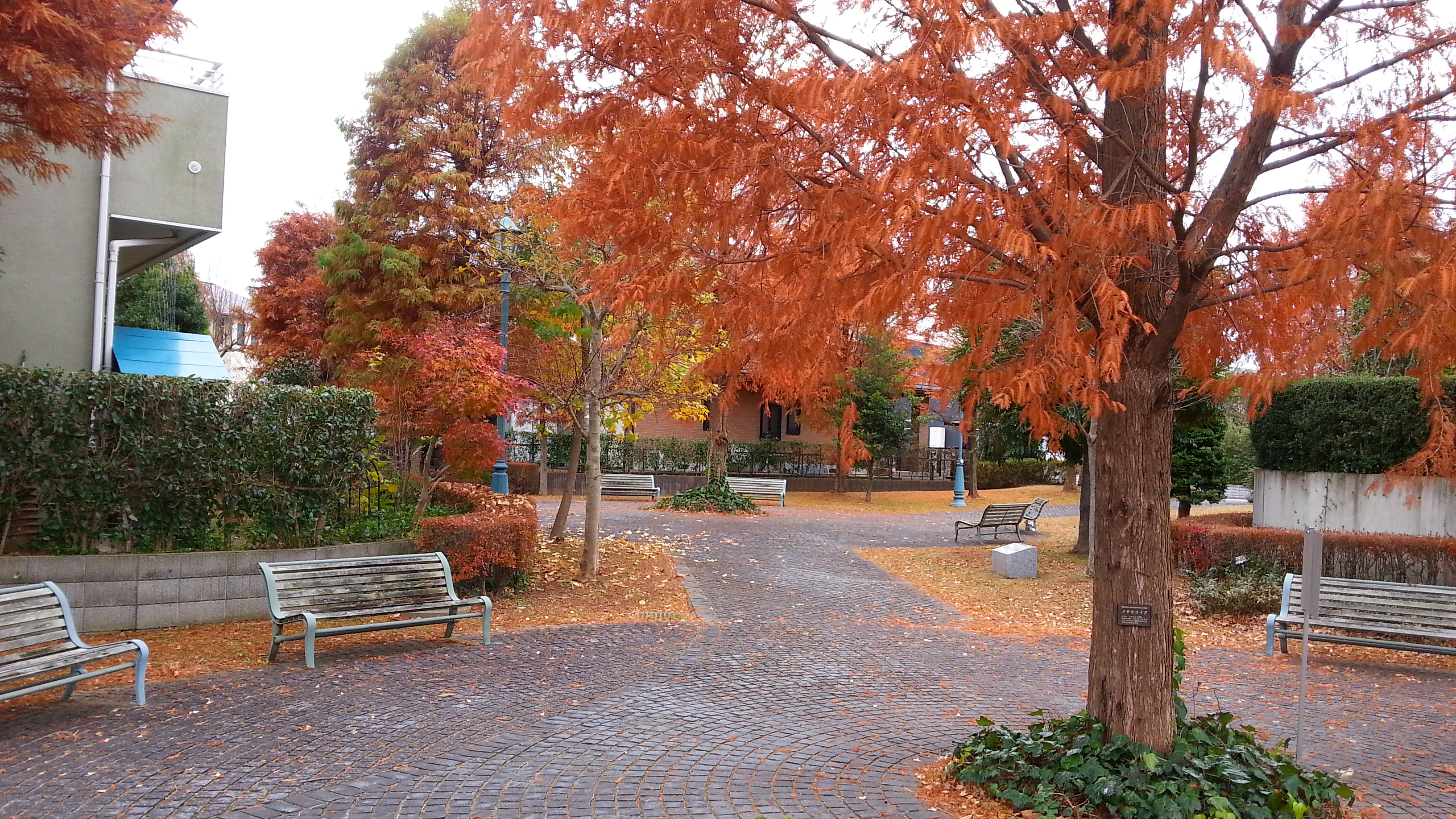
永国台の住宅街(4)

永国台（ながくにだい）は、茨城県土浦市の地名。郵便番号は300-0810。

## 地理
土浦市南部、花室川以北に位置する。主に住宅地として利用される。電線類地中化が行われており、地内は無電柱である。

## 歴史
1993年3月29日、永国の一部から成立した。

### 町名の変遷
| 実施後 | 実施年月日    | 実施前 |
| ------ | ------------- | ------ |
| 永国台 | 1993年3月29日 | 永国   |

## 世帯数と人口
2017年（平成29年）8月1日現在の世帯数と人口は以下の通りである。
| 町丁   | 世帯数  | 人口  |
| ------ | ------- | ----- |
| 永国台 | 252世帯 | 669人 |

## 交通
東側に国道6号土浦バイパスと南側に国道125号が通っている。高速道路は、常磐自動車道桜土浦ICが近くにある。

## 施設
- こもれび公園
- ひだまり公園
- メタセの広場公園
- かしのき広場公園
- こぶしの広場公園
- 風の小径
- 風の広場
- 永国台緑地

## 小・中学校の学区
市立小・中学校に通う場合、学区は以下の通りとなる。
| 町     | 番地 | 小学校           | 中学校                 |
| ------ | ---- | ---------------- | ---------------------- |
| 永国台 | 全域 | 土浦市立東小学校 | 土浦市立土浦第四中学校 |